# Suppanad Jittaleela

Suppanad Jittaleela es una actriz, cantante, modelo y tomboy tailandesa. Nació el 12 de febrero de 1991 (Año 2534, según el Calendario solar tailandés) en Ratchaburi. Ganó notoriedad después de interpretar el papel principal de "Kim" de la película Yes or No (2010) y Yes or No 2 (2012). Debido al éxito de su película, se hizo famosa en toda Asia, especialmente en China.

## Filmografía

### Televisión
- The Messe (2019)
- Wolf (GMM One, 2019)
- My Hero Series: Sen Son Kol Ruk (Channel 3, 2018)
- Ghost Wave (Channel 9, 2015)
- We Are Young (iQiyi, 2014)
- Sood Rak Plick Lock (2014)
- Jut Nat Pope (2012) (47-48)

### Cine
- Yes or No (2010)
- Yes or No 2 (2012)
- We Are Young (2014)
- 3 A.M. Part 2 (2014)
- Fin Sugoi (2014)
- Yes or No 2.5 (2015)